# Mokhtar Lakehal
Mokhtar Lakehal, de son nom complet Mokhtar Lakehal Bouhadi Amar, né le 10 avril 1949 à  El Gaada un village dans la banlieue d'Oran, en Algérie, est un économiste et universitaire algérien. Il a travaillé en entreprise (1968-1979), collaboré à des revues et journaux français et étrangers (1979-2001), créé en 1984 LARMISES (Laboratoire de recherches en Sciences économiques et sociales). Il a enseigné dans de nombreux établissements : l’Institut d'études politiques de Paris (Sciences-Po), l’université Sorbonne-Nouvelle, l’université de Paris Est-Créteil, l'université Paris-XII), l’ISG, l’ISC, l’Institut Charlemagne, l’IPESUP-PREPASUP et en formation continue à l’université Paris-Sorbonne et au CNFPT Île-de-France.
Il est l'auteur de sept dictionnaires et d'une cinquantaine d'ouvrages traitant d’économie, de sociologie, d’histoire et de politique, et il a publié près d'une centaine d'articles dans des revues et journaux généralistes ou spécialisés.
Ses travaux de recherche ont porté sur la socioéconomie de la ressource humaine, l'économie du développement, la protection sociale, les systèmes et structures économiques, l'entreprise et les enjeux de la mondialisation, l'économie des pays du Maghreb, la méthode des sciences économiques et sociales
Il est, selon l'économiste Alfred Sauvy, un « observateur fécond et minutieux ».

## Biographie
Mokhtar Lakehal nait le 10 avril 1949 à El Gaada dans le nord-ouest algérien.
Diplômé en comptabilité, Mokhtar Lakehal est entre 1968 et 1973 fonctionnaire en tant que comptable à la Cado, une cimenterie du groupe Lafarge nationalisée en mai 1968 qui deviendra la SNMC.
En janvier 1974, il quitte Oran pour Paris, où il poursuit ses études dans les universités parisiennes (Paris 1, Paris VIII et Paris X) et obtient en cinq ans (1974-1978) plusieurs diplômes en sciences économiques (licence, maîtrise, DEA) et une licence de sciences sociales tout en travaillant à plein temps comme comptable dans de nombreuses sociétés d’intérim ; en 1990, il est reçu docteur d’État ès sciences économiques de l'université Paris-Nanterre.
C'est en 1979 que Mokhtar Lakehal commence sa carrière d’enseignant dans des établissemens tels que l Institut Charlemagne à Paris, l'Institut supérieur de gestion (ISG), IPESUP, l'université Sorbonne Nouvelle - Paris 3, l'université Paris-Sorbonne et l'université Paris-Est Créteil Val-de-Marne, ainsi qu'au CNFPT d'Île-de-France et à Sciences Po Paris ; il rédige de très nombreux articles des médias tels que (Le Monde, La Croix, Algérie-Actualité, El Watan, Le Matin, Libération, etc. Il participe également à plusieurs émissions radiophoniques : France Culture, Radio France international, Alger Chaine III. Cependant, en 2001, il cesse toute collaboration avec les médias pour se consacrer uniquement à l’enseignement supérieur, la recherche  méthodologique et la publication d’ouvrages pédagogiques[réf. nécessaire].
En 1984, il fonde le Laboratoire de recherches en sciences économiques et sociales (Larmises), un laboratoire de recherche associatif indépendant, œuvrant en particulier à la publication d'ouvrages du domaine des sciences économiques.
Auteur fécond, Mokhtar Lakehal publie plus d'une cinquantaine de titres chez Larmises, Dunod, PUF, L'Harmattan, Vuibert, Ellipses, Gualino, Eyrolles. Il crée et dirige trois collections :
- en 2000, la collection « Mise à niveau », aux éditions Vuibert, destinée aux candidats aux concours de la Fonction publique, catégories A et B ;
- en 2006, la collection « Mise en situation », aux éditions Ellipses, destinée aux étudiants, enseignants et gestionnaires d’entreprise ;
- en 2008, la série « Le Grand Test » de la collection « Concours », des éditions Gualino Lextenso, destinée aux candidats aux concours administratifs et aux concours grandes écoles de commerce.

Sa production, constituée pour l'essentiel d’ouvrages parascolaires, de manuels scolaires et d’ouvrages de méthodes, comprend également des ouvrages plus académiques tels que des essais et des dictionnaires.
Georges Guermonprez relate et analyse, dans son ouvrage L'affaire Lakehal, paru en 1997, les nombreuses et infructueuses tentatives de Lakehal pour obtenir un poste de titulaire au sein de l'Université française.

## Ouvrages de Mokhtar Lakehal

### Essais
- 1987 — À l'ombre de l'Occident. Larmises, Paris, 1987  (ISBN 9782906097049).
- 1988 — L'optimum d'injustice sociale, Larmises, Paris, 1988  (ISBN 9782906097056).
- 1990 — Richesse des besoins, Larmises, Paris, 1990  (ISBN 9782906097070), Préface d’Henri Guitton
- 1991 — Prévologie : du droit aux soins au droit à la santé. Dunod/Larmises, Paris, 1991  (ISBN 9782100000005), Préface de Guy Caire.
- 1992 — Algérie : De l'indépendance à l'état d'urgence, Collection Histoire et perspectives méditerranéennes, L'Harmattan/Larmises, Paris, 1992  (ISBN 2738416802), ouvrage collectif.
- 1994 — Chroniques d’exil d’un écrivant. Collection Histoire et perspectives méditerranéennes, L’Harmattan, Paris, 1994  (ISBN 9782738428974).
- 2009 — L’émancipation contrariée du Maghreb. L’Harmattan, 2009  (ISBN 9782296105850). Extraits en ligne.
- 2014 — Les Mhadja d'El Gaada et leur identité face au colonialisme français : 1830-1962. L’Harmattan, 2014  (ISBN 9782343037684).
- 2014 — Sommes-nous assez éduqués pour vivre ensemble; individu, famille, école : le malentendu récurrent. L’Harmattan, 2014  (ISBN 9782343045597)

### Dictionnaires
- 2000 — Dictionnaire d’économie contemporaine et des principaux faits politiques et sociaux, Vuibert, 2000  (ISBN 271178097X)
- 2001 — Dictionnaire de culture générale, Vuibert, 2001  (ISBN 9782711785872), ouvrage collectif
- 2005 — Dictionnaire de Science politique, L’Harmattan, 2005  (ISBN 271178097X)
- 2005 — Dictionnaire des questions sociales, L’Harmattan, 2005  (ISBN 9782747584609), ouvrage collectif
- 2006 — Dictionnaire de Relations internationales, Ellipses, 2006  (ISBN 9782729827281)
- 2011 — Dictionnaire factuel des citoyens indignés : 150 entrées concernant les faits et événements dans le monde, Bibliothèque Nationale de France (imprimerie spéciale), 130 pages, format 16/24, décembre 2011
- 2012 — Le Grand Livre de l'Économie contemporaine et des principaux faits de société : 11 500 entrées, 9 000 définitions, Eyrolles, 789 pages, format 17/24, septembre 2012  (ISBN 9782212553086)
- 2014 — Le Grand Livre de la Politique, Géopolitique et Relations internationales : 4 000 termes définis, L'Harmattan, 776 pages, format 17/24, avril 2014  (ISBN 9782343024080)

## Sources, notes et références
1. ↑  Georges Guermonprez, L'affaire Lakehal : la condamnation de l'indépendance intellectuelle, Éditions L'Harmattan, 1997, 172 p. (ISBN 978-2-7384-5282-5, lire en ligne), p. 13.
2. ↑  BNF 12001104
3. ↑  In Le Monde du 12 mai 1987.
4. ↑  Ancienne localité de la commune mixte de Saint-Lucien (ancien département d'Oran), El Gaada est de nos jours une commune indépendante.
5. 1 2  L'affaire Lakehal, op. cit., p. 118.
6. ↑  « Société des ciments de Zahana — Historique & principales dates », 2009.
7. ↑  Mokhtar Lakehal, Dictionnaire de science politique : les 1500 termes politiques et diplomatiques pour rédiger, comprendre et répondre au discours politique, Éditions L'Harmattan, 2005, 2e éd., 423 p. (ISBN 978-2-7475-7910-0, lire en ligne), p. 12.
8. ↑  SUDOC 009286187
9. ↑  L'affaire Lakehal, op. cit., p. 5.
10. ↑  Olivier Bellégo, Guy Caire, Christelle Jamot-Robert et Mokhtar Lakehal (dir.), Dictionnaire des questions sociales, L'Harmattan, 2005 (ISBN 978-2-7475-9141-6, lire en ligne), p. 2.